# Mather Peaks
Die Mather Peaks sind ein doppelgipfliger Berg im Bighorn National Forest im US-Bundesstaat Wyoming. Der höhere Ostgipfel hat eine Höhe von 3781 m, der Westgipfel ist 3764 m (12348 Fuß) hoch. Die Mather Peaks sind Teil der Bighorn Mountains im Norden des Bundesstaates. Sie liegen innerhalb der Cloud Peak Wilderness Area an der Grenze von Big Horn County und Johnson County, einige Kilometer nördlich des U.S. Highway 16.